# Moorgebiet bei Bärnau
Moorgebiet bei Bärnau este o arie protejată (arie specială de conservare — SAC, sit de importanță comunitară — SCI) din Germania întinsă pe o suprafață de 54,81 ha, integral pe uscat.

## Localizare
Centrul sitului Moorgebiet bei Bärnau este situat la coordonatele 49°47′10″N 12°27′49″E / 49.7861°N 12.4636°E.

## Înființare
Situl Moorgebiet bei Bärnau a fost declarat sit de importanță comunitară în martie 2001 pentru a proteja 2 specii de animale. Situl a fost protejat și ca arie specială de conservare în aprilie 2016.

## Biodiversitate
Situată în ecoregiunea continentală, aria protejată conține 4 habitate naturale: Formațiuni ierboase bogate în specii de Nardus, dezvoltate pe substraturi silicioase în zone montane (și în zone submontane, în Europa continentală), Fânețe de joasă altitudine (Alopecurus pratensis, Sanguisorba officinalis), Mlaștini turboase de tranziție și turbării mișcătoare, Mlaștini împădurite.
La baza desemnării sitului se află mai multe specii protejate de  păsări (2): barză neagră (Ciconia nigra), viespar (Pernis apivorus).